# Jack Cole
Jack Cole, pseudonimo di John Ewing Richter (New Brunswick, 27 aprile 1911 – Los Angeles, 17 febbraio 1974), è stato un ballerino, coreografo e direttore teatrale statunitense, conosciuto come "il Padre della Danza Jazz Teatrale".

## Biografia
Cole nacque John Ewing Richter a New Brunswick, nel New Jersey. Presto fu mandato in collegio dai suoi genitori che divorziarono e interruppero i contatti con lui. Decise di dedicarsi alla danza con la Denishawn Dance Company guidata da Ruth St. Denis e Ted Shawn, che era particolarmente affezionato a Cole. Fece la sua prima apparizione professionale nell'agosto del 1930 e, sebbene avesse precedentemente studiato danza classica, Cole era affascinato dalle influenze asiatiche che Denishawn utilizzava nelle sue coreografie e costumi. Cole si esibì anche con un altro paio di modernisti pionieri, Doris Humphrey e Charles Weidman, ma alla fine abbandonò il mondo della danza moderna per una carriera di danza commerciale nei nightclub, esibendosi con Alice Dudley, Anna Austin e Florence Lessing.
Nessun altro artista di danza americano ha avuto un percorso di carriera simile, partendo dalle radici della danza moderna, diventando un ballerino commerciale nei locali notturni di tutta la nazione a partire da The Embassy Club e attrazione principale presso la Rainbow Room nel maggio del 1938. Concluse la sua carriera come ricercato maestro di stelle di Hollywood e un coreografo altamente innovativo per le telecamere.

## Carriera

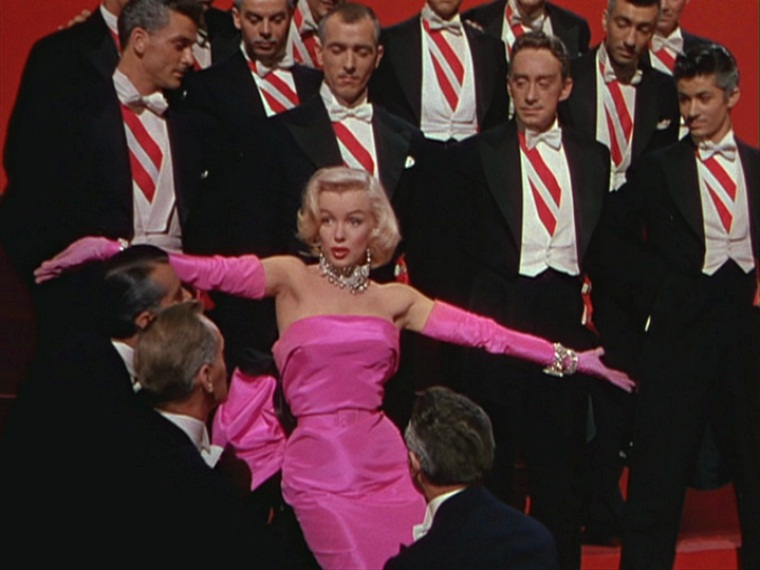
Cole coreografò la sequenza "Diamonds Are a Girl's Best Friend" nel film Gli uomini preferiscono le bionde (1953)

Cole è stato un interprete nei musical di Broadway, a partire da The Dream of Sganarelle nel 1933. Il suo primo lavoro a Broadway come coreografo fu Something for the Boys nel 1943. Cole è accreditato con le coreografie e/o la regia dei musical Alive and Kicking, Magdalena, Carnival in Flanders, Zenda, Foxy, Kismet, A Funny Thing Happened on the Way to the Forum, Kean, Donnybrook!, Giamaica e Man of La Mancha.
Studiò la forma di danza indiana Bharata Natyam e usò altro materiale etnico nelle sue danze. I ballerini di Jack Cole si esibivano nei locali notturni alla fine degli anni '30, compresa la Rainbow Room.
I suoi lavori per il cinema comprendono Appuntamento a Miami, Fascino, Stanotte e ogni notte, Gilda,  Bellezze in cielo, La vedova allegra, Aspettami stasera, Gli uomini preferiscono le bionde, Divertiamoci stanotte,  Follie dell'anno, The I Don't Care Girl, The Thrill of Brazil, Uno straniero tra gli angeli, Les Girls, Facciamo l'amore, A qualcuno piace caldo, Mia moglie preferisce suo marito, La rivolta di Haiti, Eadie Was a Lady e molti altri. Era famoso a Hollywood per aver lavorato con Rita Hayworth, Betty Grable, Jane Russell, Mitzi Gaynor e Marilyn Monroe. Cole lavorò a stretto contatto in particolare con la Monroe, influenzando la sua iconica esibizione in "Diamonds Are a Girl's Best Friend" da Gli uomini preferiscono le bionde e in altri cinque film.

## Eredità
Cole ha praticamente inventato l'idioma dello spettacolo americano conosciuto come "danza jazz teatrale". Ha sviluppato una modalità di balletto jazz-etnico che prevale come stile di ballo dominante nei musical, nei film, nelle riviste teatrali, negli spot televisivi e nei video musicali di oggi. Secondo Martin Gottfried, Cole "ha conquistato un posto nella storia coreografica per lo sviluppo del vocabolario di base del ballo jazz - il tipo di danza eseguita nei locali notturni e nei musical di Broadway".
La danza alla Cole è acrobatica e spigolosa, usando piccoli gruppi di ballerini piuttosto che una grande compagnia; è più vicino allo scintillante spettacolo di cabaret del locale notturno che al palcoscenico del balletto.
Cole è ricordato come il primo innovatore del patrimonio teatrale della danza jazz.
Lo stile inconfondibile di Cole resiste nel lavoro di Gwen Verdon, Bob Fosse, Jerome Robbins, Gower Champion, Peter Gennaro, Michael Bennett, Tommy Tune, Patsy Swayze, Alvin Ailey (che era un ballerino nel musical Jamaica) e innumerevoli altri ballerini e coreografi tra cui Wayne Lamb. Verdon ha detto che "Jack ha influenzato tutti i coreografi teatrali da Jerome Robbins, Michael Kidd, Bob Fosse fino a Michael Bennett e Ron Field oggi. Quando vedi ballare in televisione, quello è Jack Cole." Verdon fu l'assistente di Cole per sette anni.
Se non fosse per Cole, è improbabile che Gwen Verdon sarebbe diventata famosa come ballerina; senza le sue istruzioni, molte attrici sul palcoscenico e sullo schermo ora immortali probabilmente non sarebbero ricordate come ballerine oggi.
La coreografia di Cole nella sequenza "Diamonds Are a Girl's Best Friend" nel film Gli uomini preferiscono le bionde è stata reinterpretata da Madonna per il suo video musicale Material Girl.
Jack Cole si fece un nome a Hollywood fondando un laboratorio di formazione alla Columbia Pictures; tra i suoi allievi c'era Carol Haney.
Cole e la sua eredità sono il soggetto di un musical di danza del coreografo Chet Walker intitolato Heat Wave: The Jack Cole Project, presentato in anteprima mondiale a maggio 2012 al Queens Theatre del Flushing Meadows Corona Park di New York.

## Filmografia parziale

### Come coreografo
- Fascino, regia di Charles Vidor (1944) (non accreditato)
- Kismet, regia di William Dieterle (1944) (non accreditato)
- Stanotte e ogni notte (Tonight and every night), regia di Victor Saville (1945)
- Gilda, regia di Charles Vidor (1946) (non accreditato)
- The Thrill of Brazil (The Thrill of Brazil), regia di S. Sylvan Simon (1946)
- The Jolson Story (The Jolson Story), regia di Alfred E. Green (1946)
- Bellezze in cielo (Down to Earth), regia di Alexander Hall (1947)
- Divertiamoci stanotte (On the Riviera), regia di Walter Lang (1951)
- Davide e Betsabea (David and Bathsheba), regia di Henry King (1951)
- Aspettami stasera Meet Me After the Show, regia di Richard Sale (1951)
- The I Don't Care Girl, regia di Lloyd Bacon (1953)
- The Farmer takes a wife, regia di Henry Levin (1953)
- Gli uomini preferiscono le bionde (Gentlemen prefer Blondes), regia di Howard Hawks (1953)
- La magnifica preda (River of No Return), regia di Otto Preminger (1954)
- Follie dell'anno (There's No Business Like Show Business), regia di Walter Lang (1954) (non accreditato)
- Mia moglie preferisce suo marito (Three for the Show), regia di H.C. Potter (1955)
- Kismet, regia di Vincente Minnelli (1955)
- Gli uomini sposano le brune (Gentlemen marry brunettes), regia di Richard Sale (1955)
- Les Girls, regia di George Cukor (1957)
- La donna del destino (Designing Woman), regia di Vincente Minnelli (1957)
- A qualcuno piace caldo (Some Like It Hot), regia di Billy Wilder (non accreditato) (1959)
- Facciamo l'amore (Let's make love), regia di George Cukor (1960)

### Come attore
- Appuntamento a Miami (Moon over Miami), regia di Walter Lang (1941) (non accreditato)
- Stanotte e ogni notte (Tonight and every night), regia di Victor Saville (1945) (non accreditato)
- Eadie Was a Lady , regia di Arthur Dreifuss (1945)
- La donna del destino (Designing Woman), regia di Vincente Minnelli (1957)